# Telescopio XO
El Telescopio XO es un telescopio situado a 3054 m en la cumbre del volcán Haleakala en Maui, Hawái, formado por dos teleobjetivos de 200 mm . Es usado para la detección de planetas extrasolares usando el método de tránsito. Es similar al telescopio TrES. La construcción del telescopio costó 60.000 $US para el hardware y mucho más para el software asociado
.

## Planetas descubiertos
El Telescopio XO ha descubierto cinco objetos hasta la fecha, cuatro son planetas del tipo Júpiter caliente y uno, XO-3b, es probable que sea una enana marrón. Todos fueron descubiertos por el método de tránsito.